# Пресс-релиз
Пресс-рели́з — сообщение для прессы; информационное сообщение, содержащее в себе новость об организации (возможно и частном лице), выпустившей пресс-релиз, изложение её позиции по какому-либо вопросу и передаваемое для публикации в средствах массовой информации (СМИ).
Пресс-релиз высших органов государственной власти и международных организаций называется коммюнике́. Коммюнике, как правило, содержит официальную позицию организации в виде реакции на тот или иной информационный повод. Официальные государственные органы иногда выпускают пресс-релизы в форме «ответов на вопросы». Пресс-релиз является главным PR-документом в любой организации. Пресс-релиз позволяет организации информировать СМИ о важных событиях, произошедших в организации и являющихся интересными или необходимыми для освещения их широкой общественности и/или конкретной целевой аудитории. Пресс-релизы распространяются среди журналистов на брифингах и пресс-конференциях либо рассылаются через средства связи.

## История
Первый пресс-релиз в истории был выпущен 30 октября 1906 года «отцом» современного PR Айви Ли (Ivy Lee) и связан с трагичным происшествием на железной дороге Пенсильвании. Пенсильванская железная дорога была клиентом Айви Ли. После катастрофы он не только убедил её руководство в необходимости распространить публичное заявление, но и уговорил выделить специальный поезд для доставки журналистов к месту происшествия. Такой инновационный подход к корпоративным коммуникациям настолько впечатлил New York Times, что пресс-релиз был перепечатан в газете дословно. В скором времени пресс-релизы и официальные заявления для прессы (statement) получают широкое распространение, их выпускают не только компании и государственные органы, но и частные лица.
Всё это время основным способом отправки пресс-релизов была обычная почта. Серьёзные изменения в доставке совершила PR Newswire. Оснастив редакции бесплатными телетайпами, компания рассчитывала получить доход с клиентов, заинтересованных в отправке пресс-релизов в СМИ. Услуга пользовалась спросом, и к 2013 году три компании-лидеры распространения пресс-релизов рассылали в среднем 1759 новостей ежедневно.

## Технология подготовки и написания пресс-релиза
Пресс-релиз стоит писать, если есть действительно интересная новость, иначе, скорее всего, неинформативный и ненужный пресс-релиз будет оставлен без внимания журналистами, а работа над таким пресс-релизом окажется бессмысленной. Чтобы материал пресс-релиза был напечатан в целевых СМИ, желательно, чтобы он отвечал следующим правилам:
- информация пресс-релиза должна быть интересна, профессионально ориентирована и нужна аудитории того издания, куда направляется пресс-релиз;
- информация должна быть актуальной, злободневной, содержать новые факты, итоги, справочную статистику;
- информация должна быть легкой и простой для восприятия читателями, общественно значимой. Хорошо, если информацию можно связать с какой-либо общественно важной проблемой;
- информация должна быть «свежей» — о событии, произошедшем сегодня, в крайнем случае — вчера, либо ожидающемся в ближайшем будущем;
- удачно, если в пресс-релизе присутствуют слова руководителя компании (организации), наиболее авторитетных экспертов в предмете, одного или нескольких лидеров мнений (ньюсмейкеров) на данную тему.

Чем лучше и точнее пресс-релиз отвечает вышеприведённым правилам, тем более вероятно, что его опубликуют в прессе или используют при подготовке материала для печати, не оставят без внимания. Если организация раз за разом будет присылать неинформативные пресс-релизы, то о других материалах, исходящих из той же организации, у журналистов сложится негативное мнение.
Самым распространённым методом написания пресс-релиза является привязка новости к конкретному знаковому событию, итогам за определённый период, либо к дате, в том числе и реально не существующей. Это может быть день рождения компании, День 100-го покупателя, День 100-дневного существования фирмы и т. д.
Весьма эффективно, когда распространение пресс-релиза сопровождается непосредственными телефонными контактами с журналистами, отвечающими за использование этого пресс-релиза в СМИ.
Пресс-релизы бывают нескольких разновидностей:
- Пресс-релиз-анонс — информация в таком пресс-релизе сообщает о событии, которое только должно произойти. Вовремя разосланный пресс-релиз обеспечит присутствие представителей прессы на событии. Помимо изложения сути предстоящего события, в этом пресс-релизе можно дать соответствующую предысторию этого события, которая поможет заинтересовать прессу.
- Пресс-релиз-новость (ньюс-релиз) — несёт в себе информацию об уже свершившемся событии. Здесь можно добавить и краткие комментарии действующих или заинтересованных лиц.
- Информационный пресс-релиз — информирует о текущем, ещё не завершённом событии. В этом пресс-релизе даётся только отчёт о текущих изменениях или новом повороте событий, предполагая, что суть этого события уже известна.

Пресс-релиз не должен содержать оценочных данных или информации рекламного характера, он должен быть небольшим по объёму (не больше двух страниц) и желательно содержать в себе информацию только об одной новости.
К примеру, пресс-релиз от 18 марта 1995 года, в котором Майкл Джордан оповещал о своём намерении вернуться в баскетбол, содержал написанное им собственноручно сообщение, состоящее из двух слов: «Я возвращаюсь» (англ. I’m back).
Информация в пресс-релизе должна отвечать требованиям того издания, куда был отправлен.

## Структура пресс-релиза
Любая информация, преднамеренно отправленная репортеру или в СМИ, считается пресс-релизом. Эта информация публикуется актом отправки в средства массовой информации. Специалисты по связям с общественностью часто следуют стандартному профессиональному формату пресс-релизов. Дополнительные методы коммуникации, которые используют журналисты, включают рекламные письма и рекомендации СМИ. Как правило, основная часть пресс-релиза состоит из четырех-пяти абзацев с ограничением объема от 400 до 500 слов. Длина пресс-релиза может составлять от 300 до 800 слов.
Общие структурные элементы пресс-релиза:
- Бланки или логотип[9]
- Контактная информация для СМИ — имя, номер телефона, адрес электронной почты, почтовый адрес или другая контактная информация для отдела по связям с общественностью (PR) или другого контактного лица по связям со СМИ.
- Заголовок — используется для привлечения внимания журналистов и краткого изложения новостей от одного до шести слов.
- Дек — подзаголовок, более подробно описывающий заголовок.
- Dateline — содержит дату выпуска и, обычно, город происхождения пресс-релиза. Если указанная дата является более поздней, чем дата, когда информация была фактически отправлена средствам массовой информации, то отправитель запрашивает новостное эмбарго.
- Введение — первый абзац пресс-релиза, который дает ответы на основные вопросы: Кто? Что? Когда? Где? Почему?
- Основная часть — дополнительные пояснения, статистика, предыстория или другие детали, относящиеся к новостям.
- Шаблон — обычно краткий раздел «о себе», предоставляющий независимую информацию о компании-эмитенте, организации или физическом лице.
- Закрыть — в Северной Америке традиционно символ «-30-» появляется после шаблона или тела и перед контактной информацией, указывая СМИ, что выпуск завершен. Более современным эквивалентом является символ «###». В других странах могут использоваться другие средства обозначения окончания выпуска, например, текст «заканчивается».

По мере того как Интернет приобретал все большее значение в 24-часовом цикле новостей, стили написания пресс-релизов развивались. Редакторам онлайн-бюллетеней, например, часто не хватает персонала, чтобы преобразовать традиционную прозу для пресс-релизов в готовую к печати копию.

## Коммюнике
Коммюнике́ (фр. communiqué, от лат. communico — сообщаю) — формальное уведомление об исходе международных переговоров, соглашении, ключевых событиях в жизни страны, например о ходе военных операций, совещаниях, сборах, саммитах. В контексте международных отношений коммюнике может быть как сообщением одной стороны, так и совместным актом сторон переговоров, при этом излагаются как положительные моменты, так и разногласия или особые мнения. Совместное коммюнике не имеет статуса международного договора, но в то же время может содержать положения, которые стороны могут рассматривать в таком качестве. Если в коммюнике указана информация о договоренности, которая не изъявлена в какой-либо иной официальной форме, её рассматривают в качестве международного договора.
Совместные коммюнике с договорными обязательствами были характерны для социалистических государств.

## Эмбарго
Если пресс-релиз распространяется до того, как информация должна быть обнародована, он считается подпадающим под действие эмбарго. Эмбарго требует, чтобы новостные организации не сообщали об этой истории до определенной даты или времени.
Если журналист заранее не подписал юридически обязывающее соглашение о неразглашении, соглашаясь соблюдать эмбарго, у журналиста нет юридических обязательств по сокрытию информации. Однако нарушение эмбарго может повредить его отношениям с выдавшей их организацией и его репутации как писателя или журналиста. Новостные организации иногда попадают в черный список после нарушения эмбарго.